# Alta Galilea
La Alta Galilea (en hebreo: הגליל העליון‎, HaGalil Ha'Elyon) es un término geográfico-político en uso desde el final del período del Segundo Templo. Originalmente se refería a un área montañosa que se extendía a lo largo de lo que hoy es el norte de Israel y el sur del Líbano. Los límites de esta zona eran el río Litani al norte, el mar Mediterráneo al oeste, la Baja Galilea al sur (de la que está separada por el valle de Beit HaKerem) y la parte alta del río Jordán y el Valle de Hula al este. Según el historiador Josefo del siglo I, los límites de la Alta Galilea se extendían desde bersabe en el valle de Beit HaKerem hasta Peqi'in en el norte. La extensión de esta región es de aproximadamente 470 km².
Sin embargo, en el uso israelí actual, el topónimo se refiere principalmente solo a la parte norte de Galilea que está bajo soberanía israelí. Es decir, el término actual no incluye la parte del sur del Líbano hasta el río Litani, o los tramos correspondientes de la llanura costera de Israel al oeste, o el rift del valle del Jordán al este. Estas se consideran áreas geográficas separadas que no forman parte de la "Alta Galilea".

## Historia

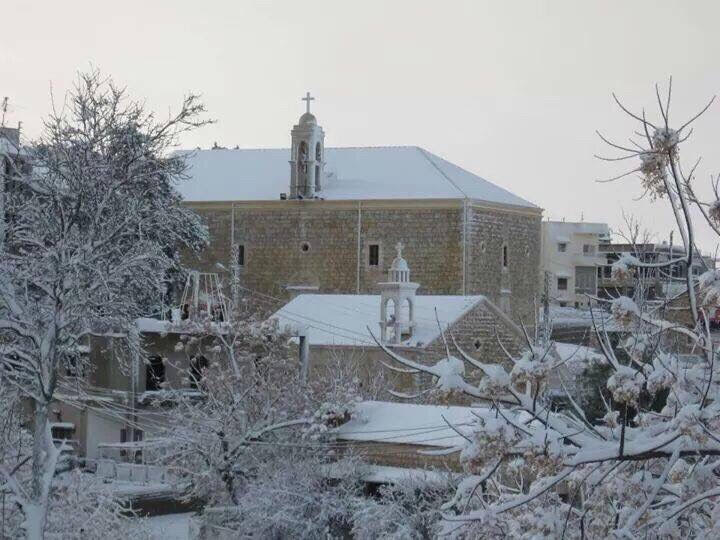
Ain Ebel en la Alta Galilea libanesa

Tras la disolución del Imperio otomano y la Declaración Balfour en la que el Imperio británico prometió crear "Un Hogar Nacional Judío" en Eretz Israel, el Movimiento Sionista presentó a la Conferencia de Paz de Versalles un documento que pedía incluir en el Mandato británico de Palestina la totalidad territorio hasta el río Litani, con miras a que eventualmente se convierta en parte de un futuro Estado Judío.
Sin embargo, solo menos de la mitad de esta área estaba realmente incluida en el Mandato Británico de Palestina, la frontera final estuvo influenciada tanto por las maniobras diplomáticas y las pugnas entre Gran Bretaña y Francia como por los combates en el terreno, especialmente la batalla de Tel Hai de marzo de 1920.
Durante un tiempo considerable después de que se definió la frontera para hacer que la parte norte del territorio en cuestión formara parte del territorio bajo mandato francés que se convirtió en el Líbano, muchos geógrafos sionistas, y geógrafos israelíes en los primeros años del estado, continuaron hablando de la "Alta Galilea" como "la subzona norte de la región de Galilea de Israel y el Líbano".
Bajo esta definición, la "Alta Galilea" cubre un área de 1.500 km², unos 700 en Israel y el resto en Líbano. Esto incluía la región montañosa de Belad Bechara en Jabal Amel ubicada en el sur del Líbano, que durante algún tiempo se conoció en hebreo como "La Galilea libanesa". Como se define en términos geográficos, "está separada de la Baja Galilea por el valle de Beit HaKerem; sus montañas son más altas y los valles son más profundos que los de la Baja Galilea; su pico más alto es Har Meron con 1.208 m sobre el nivel del mar. Safed es una de las principales ciudades de esta región".

Sin embargo, en las últimas décadas, este uso prácticamente ha desaparecido del discurso general israelí, y el término "Alta Galilea" se usa únicamente en referencia a la parte ubicada en Israel.

## Galería

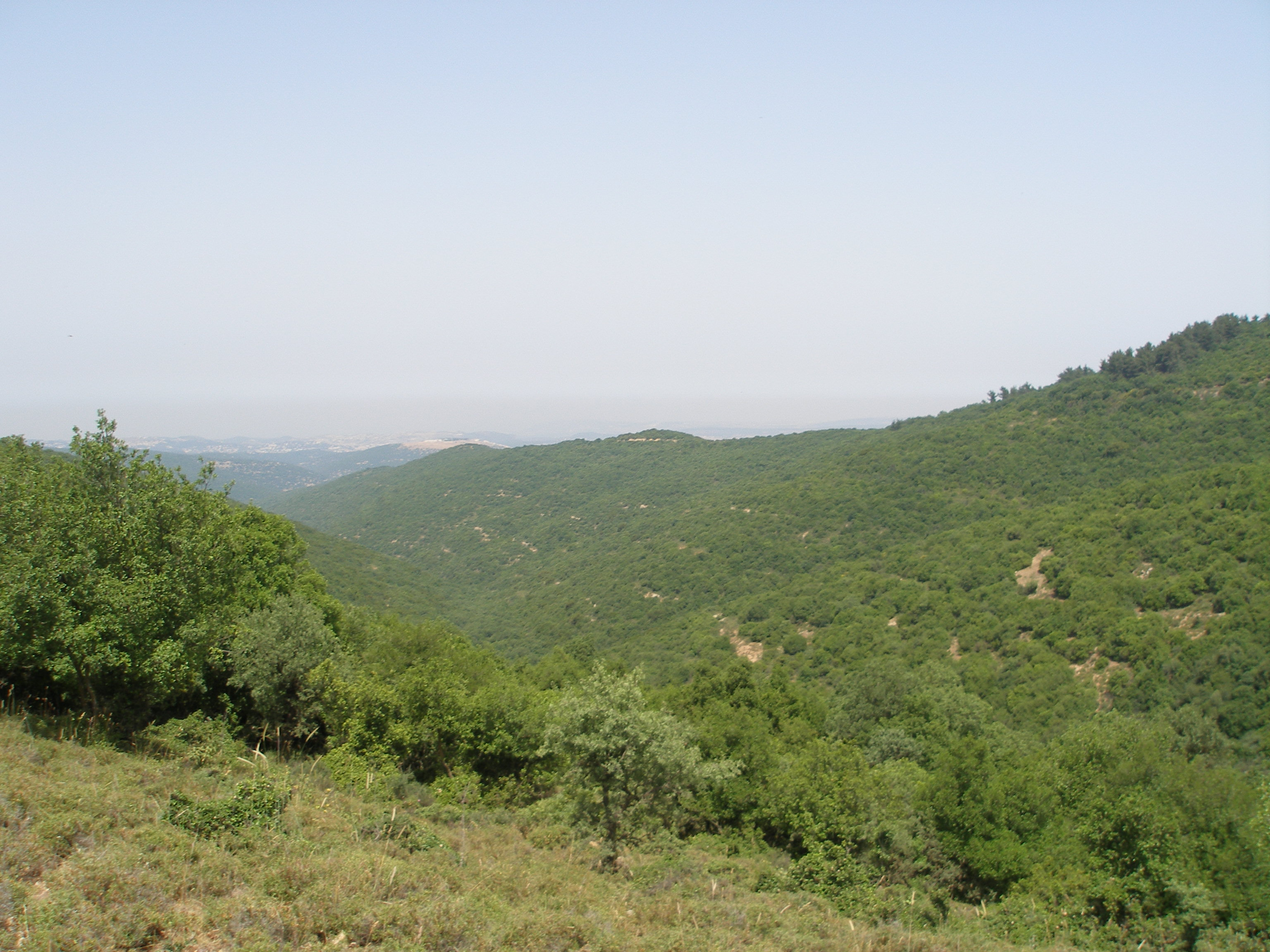
Zona montañosa en la Alta Galilea
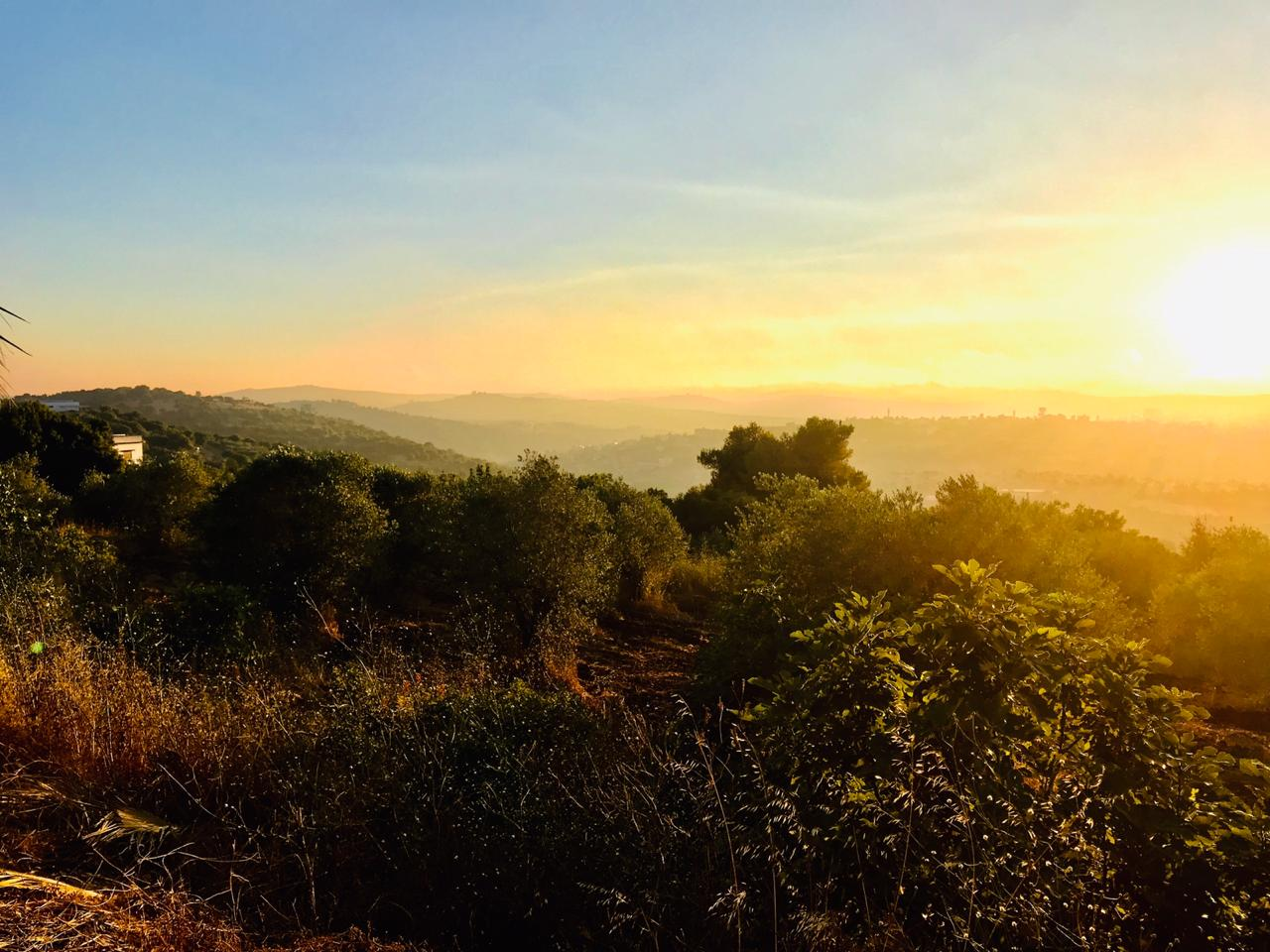
Ain Ebel en la Alta Galilea libanesa
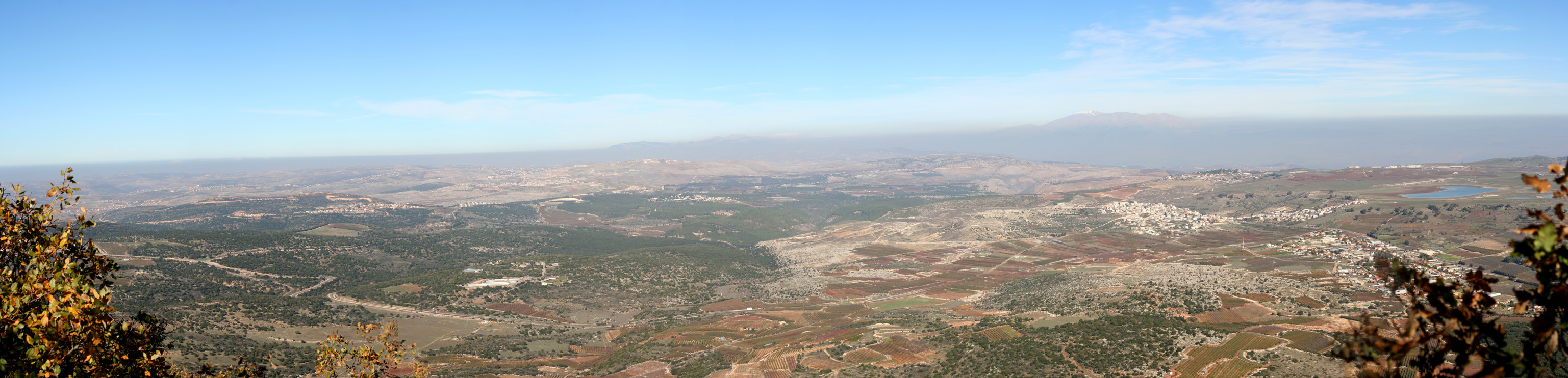
Una vista hacia el norte desde la cima de Har Meron en la Alta Galilea. Al fondo se ven partes del sur del Líbano.
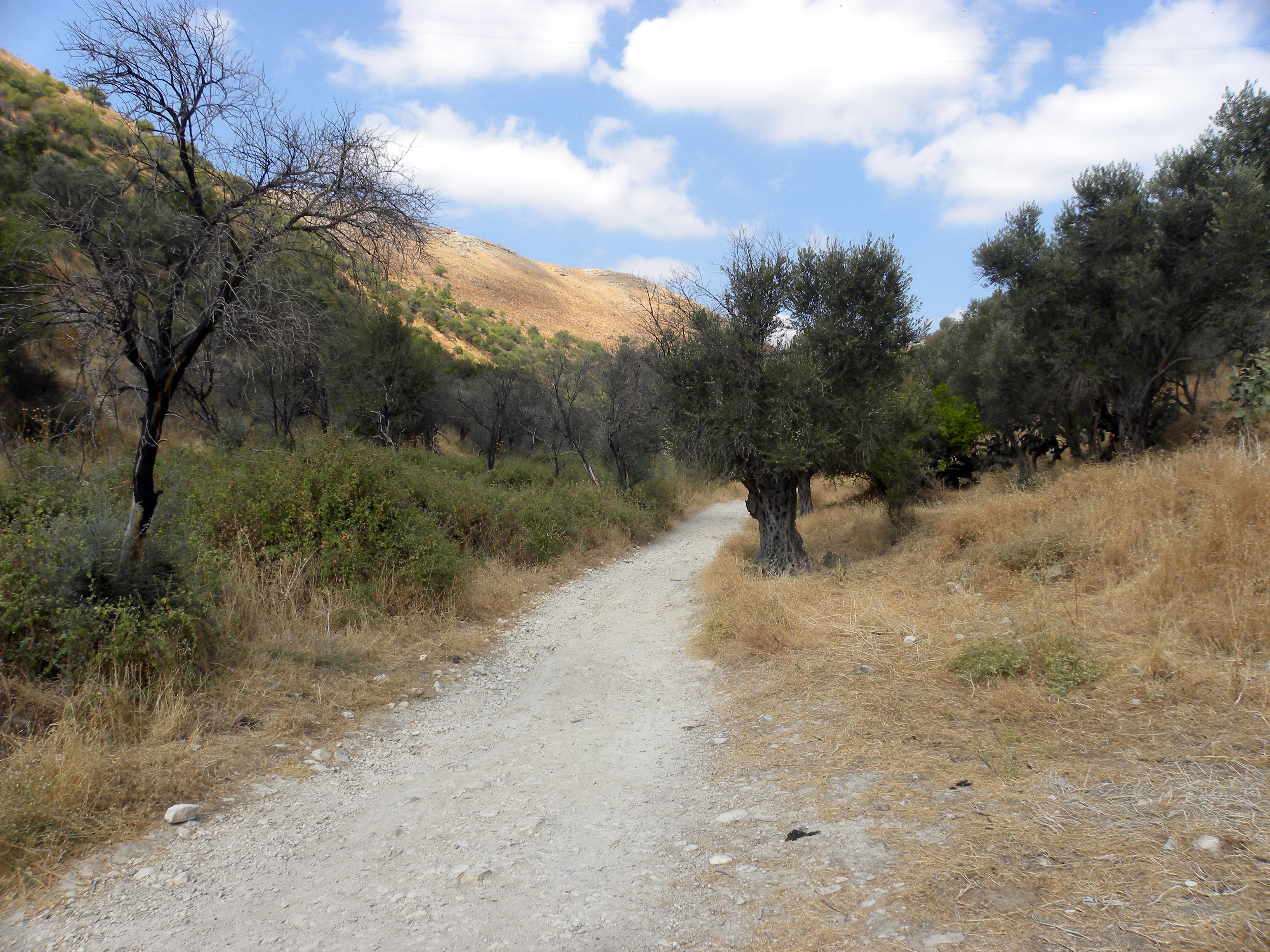
Viejo camino de Rosh Piná a Safed, Alta Galilea, Israel
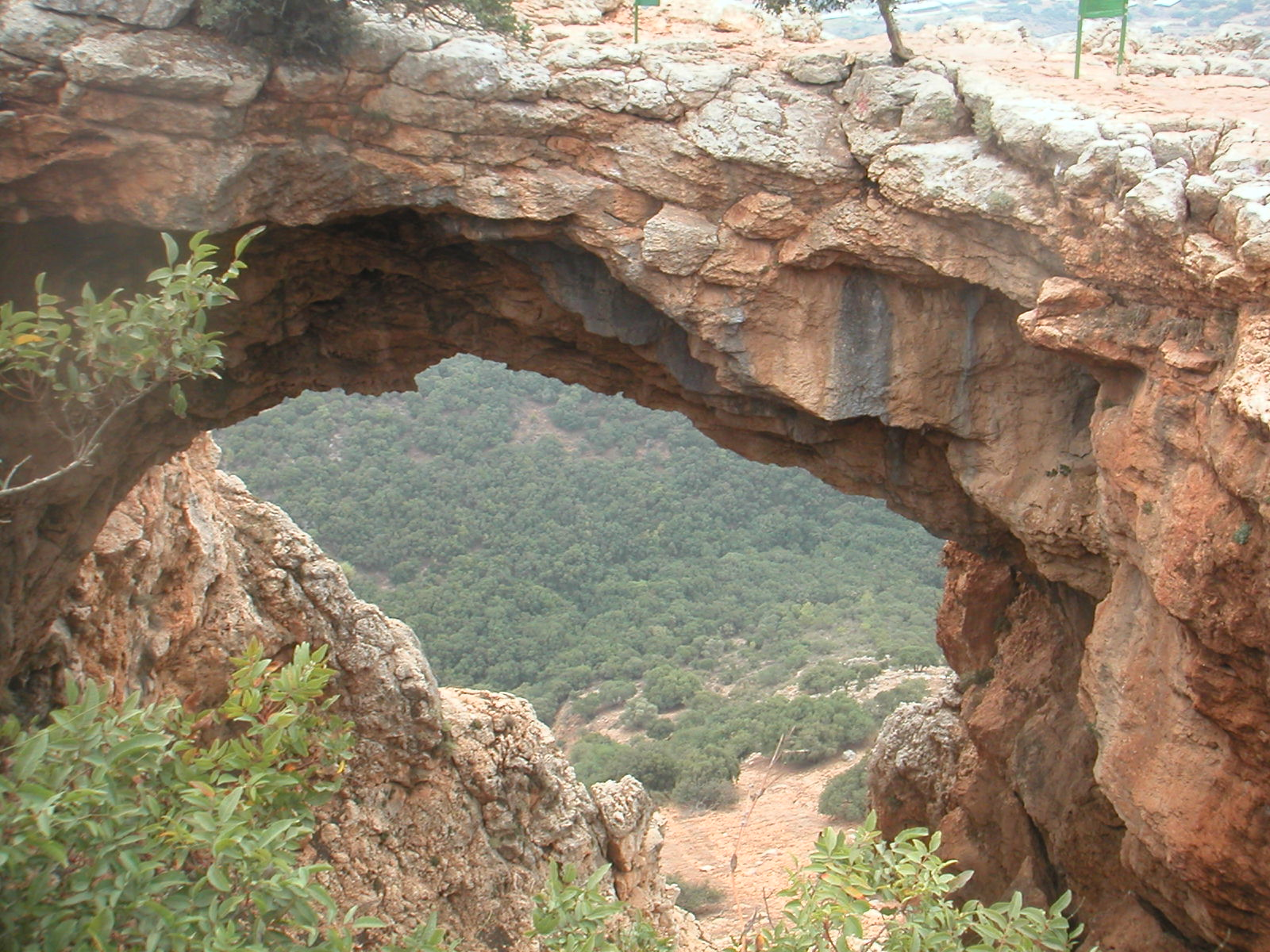
La cueva Keshet (un arco natural) ubicada en una cresta cerca del Nahal Betzet
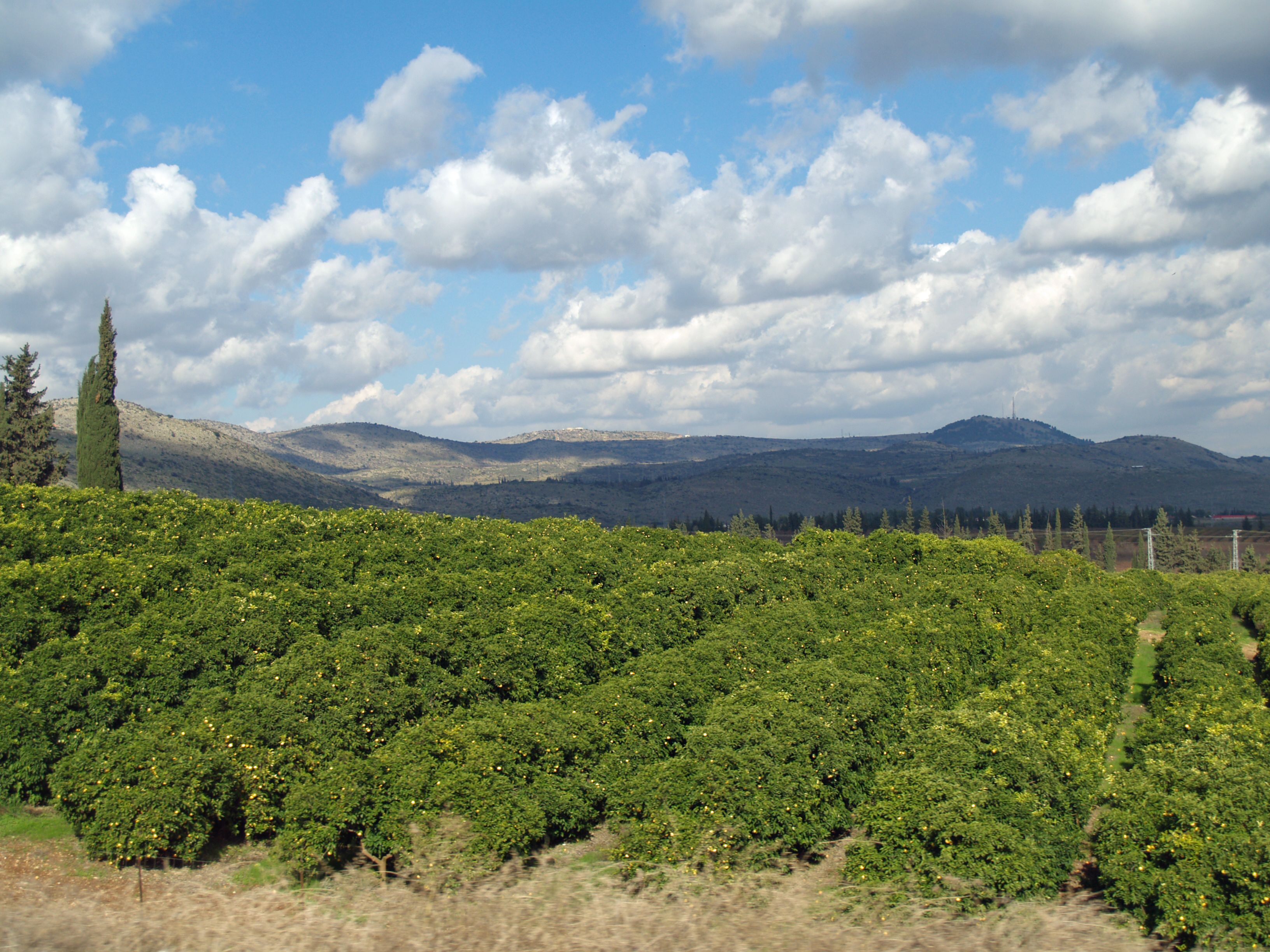
Un huerto en la Alta Galilea
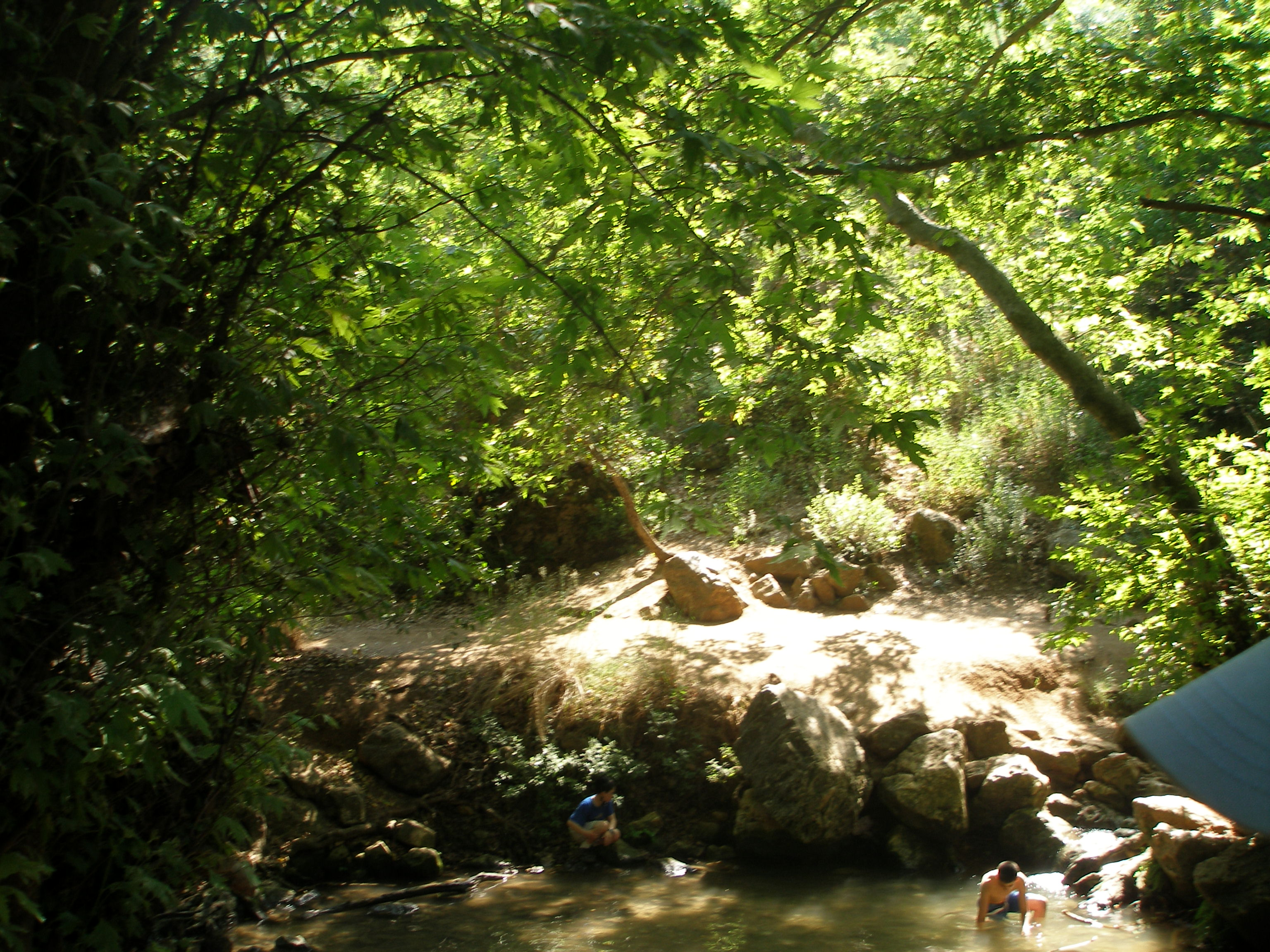
El Nahal Amud
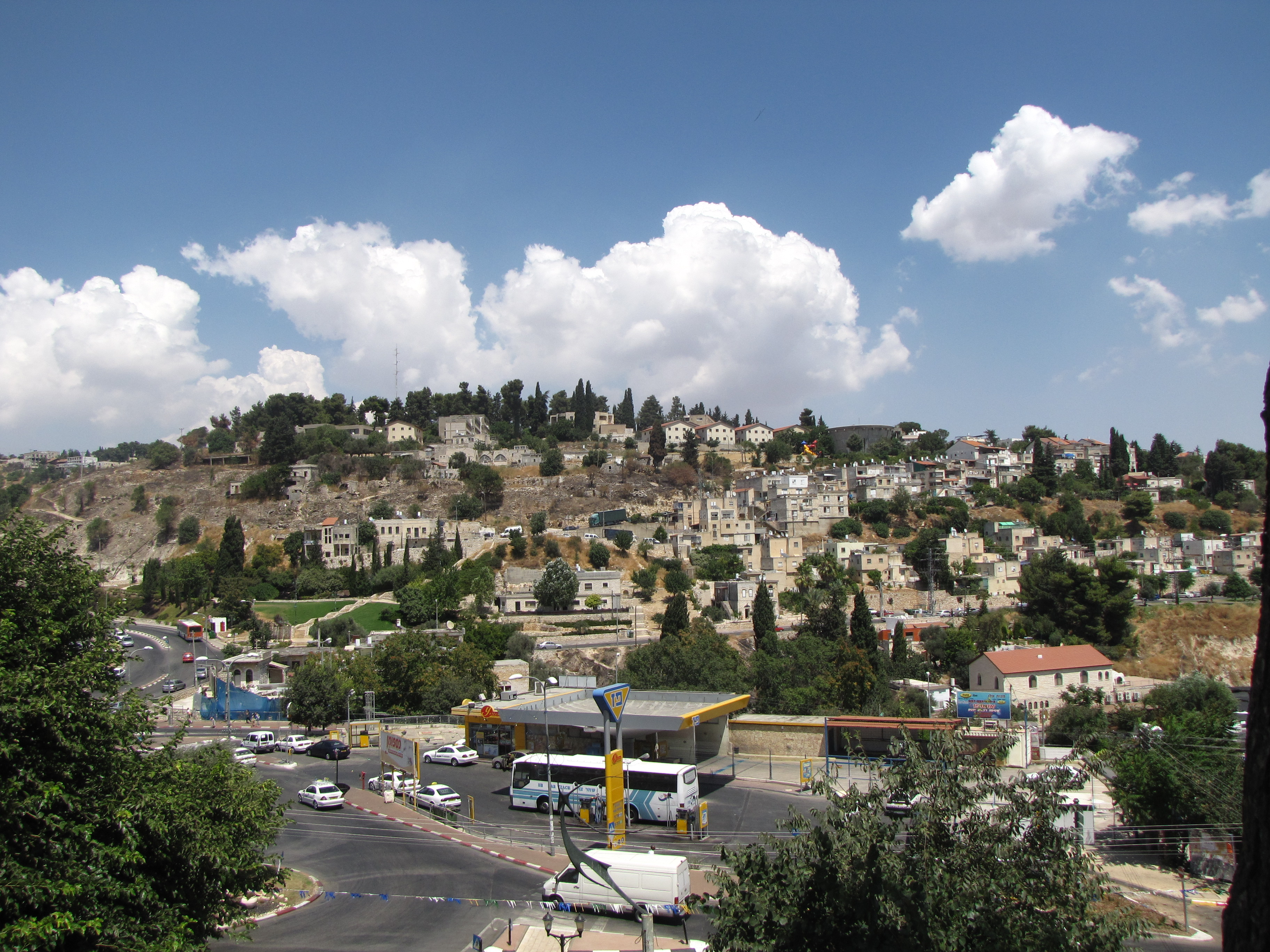
Safed
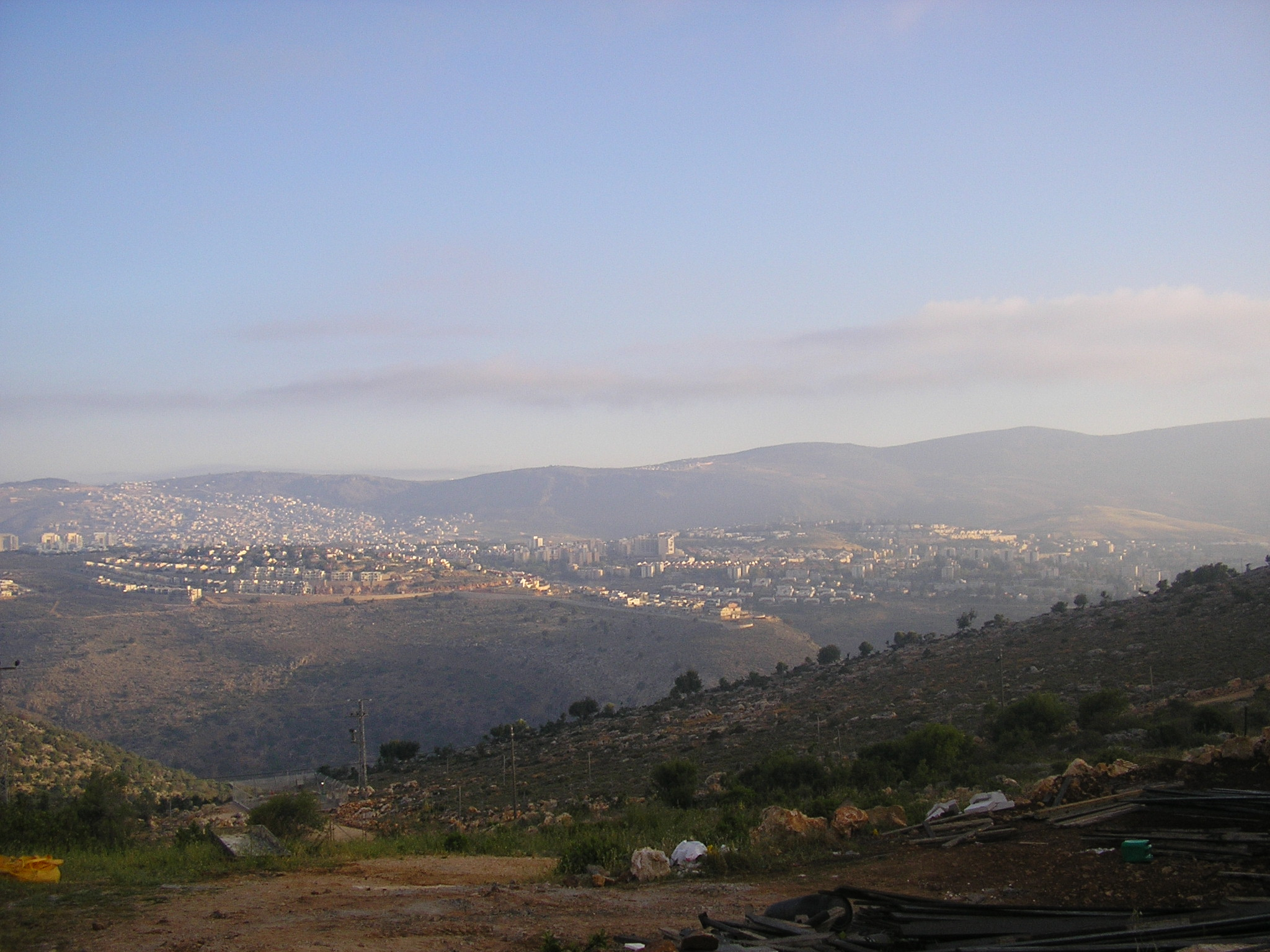
Carmiel
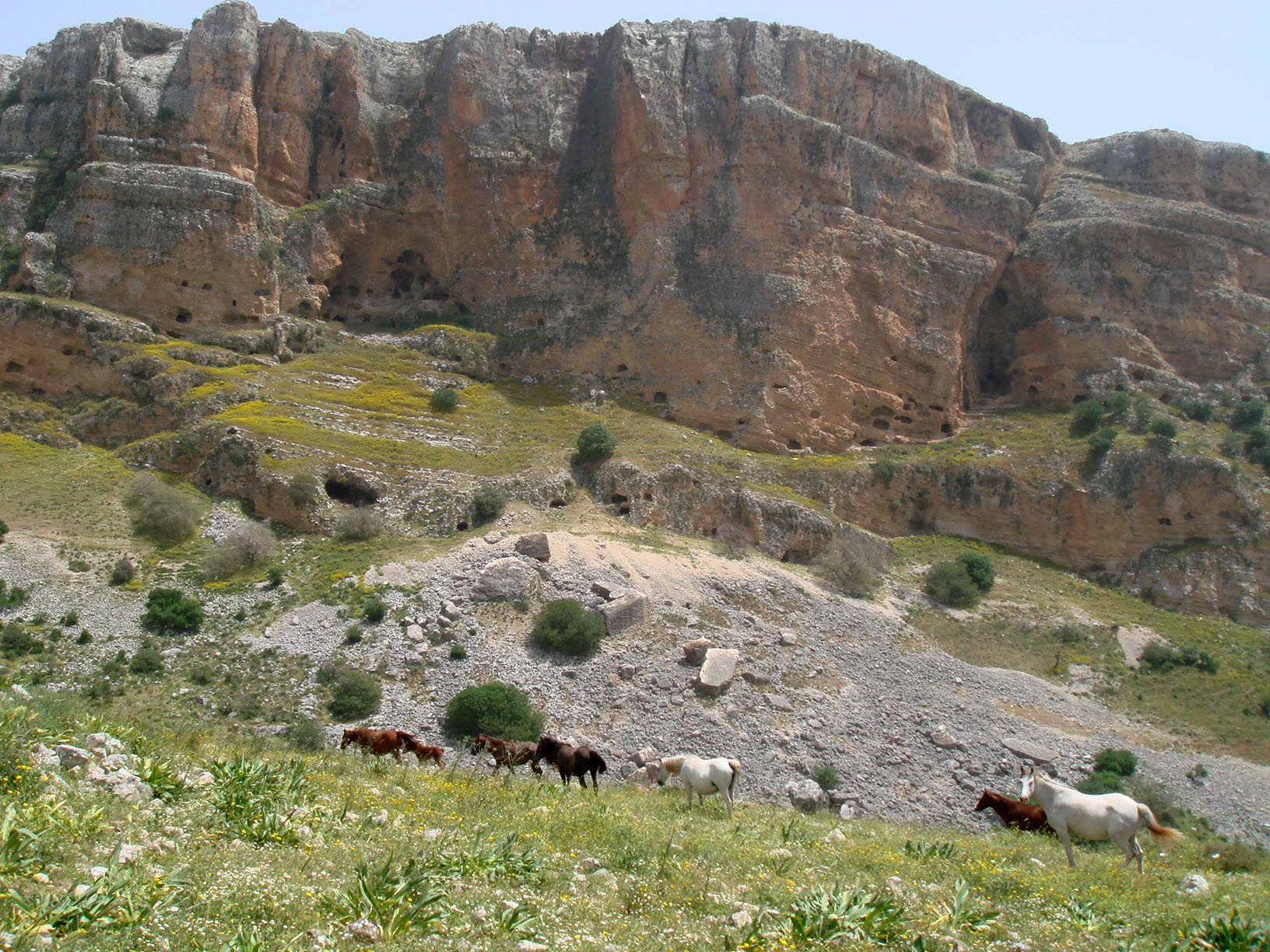
Los caballos deambulan por el arroyo Amud, cerca del Kinéret